# Flash Thompson
Eugene Thompson, più noto come Flash Thompson e conosciuto anche come Agente Venom, è un personaggio immaginario dei fumetti creato da Stan Lee (testi) e Steve Ditko (disegni), pubblicato dalla Marvel Comics. La sua prima apparizione è in Amazing Fantasy n. 15 dell'agosto 1962.

## Biografia del personaggio

### Liceo
Eugene "Flash" Thompson, nipote dell'attrice Lea Thompson, è uno studente particolarmente popolare per le sue doti atletiche. Fin da giovane ha subito abusi da parte del padre alcolizzato Harrison Thompson, trauma che lo ha portato a sviluppare un carattere arrogante e prepotente. In particolar modo, a scuola bullizza attraverso umiliazioni e violenze gli studenti meno popolari, soprattutto il timido studioso Peter Parker. Quando in città comincia a operare il supereroe Spider-Man, Flash ne resta profondamente colpito, tanto da fondare un fan club in suo onore e proclamandosi il suo più grande sostenitore, non esitando a criticare J. Jonah Jameson, che cerca ripetutamente di screditare l'eroe con il suo giornale Daily Bugle. Anche quando Spider-Man viene incastrato da Mysterio per delle rapine, Flash è tra i pochi a difenderlo. Nonostante l'ostilità scolastica, Peter prova piacere dell'ammirazione che Thompson nutre per il suo alter ego supereroistico.
Poco dopo che Peter ha acquisito i superpoteri, Flash lo sfida in un incontro di boxe nella palestra della scuola aspettandosi una facile vittoria, ma viene rapidamente sconfitto dall'avversario; questo porta Flash a continuare a molestare Parker verbalmente piuttosto che fisicamente. Successivamente, i due si contendono l'amore per Liz Allan e Flash cerca di intimidire Peter affiancato dai suoi amici, sorprendendosi per come Peter riesca a tenergli testa. Questo sottile capovolgimento di posizioni tra i due faceva parte dello sviluppo dei personaggi di Stan Lee e Steve Ditko.
Con l'abbandono dei fumetti di Ditko, Flash diventa perlopiù un elemento comico nelle storie dell'Uomo Ragno, una sorta di "buffone locale". Importanti cambiamenti alla personalità del personaggio vengono applicati a partire da The Amazing Spider-Man n. 39, quando John Romita Sr. subentra come artista alla testata: Flash diventa un personaggio più positivo, per ricalcare l'aspetto di un personaggio "tutto americano".

### College ed età adulta
Dopo che Flash entra all'Empire State University, il suo rapporto con Peter Parker diventa progressivamente meno ostile: i due hanno ancora battibecchi occasionali, ma Flash impara a rispettare l'intelligenza di Peter e quest'ultimo ammira la sua popolarità tra le donne come Gwen Stacy e Mary Jane Watson. Inoltre, entrambi hanno come amico in comune Harry Osborn, che contribuisce a sedare l'inimicizia tra i due.
Mentre frequenta l'università, Flash decide di abbandonare gli studi per arruolarsi nell'esercito degli Stati Uniti e prestare servizio nella guerra del Vietnam (a causa della timeline in continuo spostamento dell'universo Marvel, il conflitto viene indicato a volte come uno non specificato oltreoceano). A differenza di molti altri studenti, Flash si offre spontaneamente volontario per il servizio, desiderando fare del bene come il suo eroe, Spider-Man. Il suo arruolamento lo porta a sparire per un certo periodo dalle strisce, tornando solo per alcune visite negli Stati Uniti; mentre si trova in Vietnam, Flash rimane ferito e viene accolto in un tempio che successivamente viene bombardato dalla sua unità, nonostante i suoi tentativi per impedirlo. Thompson fa ritorno definitivamente in America dopo essere stato decorato. La guerra cambia profondamente Flash, che da giovane spericolato e immaturo diventa un uomo tormentato e conflittuale. Gli orrori vissuti lo portano a diventare un alcolizzato per anni e ad avvicinarsi ulteriormente a Peter, che rispetta la sua ritrovata maturità.
Flash inizia a essere pedinato da misteriosi assassini che si rivelano essere ex accoliti del tempio bombardato, i quali ritengono che Flash li avesse traditi; con l'intervento di Spider-Man, riescono però a chiarirsi. Sha Shan, la leader degli assassini, perdona Flash e inizia con lui una relazione che interrompe quando scopre che lui la tradisce. Sha Shan viene attaccata dall'Hobgoblin e Flash lo insulta in televisione; per vendicarsi, il criminale lo rapisce e incastra per i crimini da lui commessi, ma Flash viene scagionato quando viene rivelata la vera identità di Hobgoblin. Nello stesso periodo, Peter e Mary Jane si sposano e Flash fa da testimone al loro matrimonio.
Affetto da depressione, Flash guida in stato di ebbrezza e rimane gravemente ferito in un incidente stradale. Poco dopo, Norman Osborn gli offre un lavoro come suo assistente personale alla Oscorp, puntando a minacciare sottilmente Peter (che intende distruggere essendo a conoscenza della sua identità di Spider-Man); non essendo a conoscenza di ciò, Flash diventa molto fedele a Norman. Successivamente, Thompson incontra l'eroe Prodigy senza rendersi conto che è Spider-Man sotto mentite spoglie. Mettendo in atto un piano volto a spingere Parker a una violenza omicida attaccando le persone a lui care, Osborn rapisce Flash, lo obbliga a bere del whisky e lo manda a schiantarsi con un camion contro il liceo dove lavora Peter. Sebbene Flash sopravviva, subisce gravi danni cerebrali che lo fanno cadere in coma. A occuparsi di lui sono Liz e Peter, il quale si sente in colpa per quanto gli è capitato; grazie al supporto emotivo e alla compagnia di Parker, Flash migliora progressivamente.
In seguito, Flash si sveglia dal coma e accetta un lavoro come insegnante di educazione fisica allo stesso liceo dove insegna Peter. Tuttavia, Flash soffre di gravi perdite di memoria a causa delle quali riemerge la sua personalità di bullo di scuola, maltrattando Parker come durante la loro giovinezza e flirtando con Miss Arrow ignorando che sia una criminale che intende attaccare Peter. Quando quest'ultimo si rivela come Spider-Man, inizialmente Flash non gli crede, salvo poi riacquistare la memoria dopo averlo visto combattere, ristabilendo la sua amicizia con lui.
Con il reset dell'universo di Spider-Man a causa di un patto stretto tra l'eroe e Mary Jane e Mefisto, Flash dimentica che Peter sia Spider-Man insieme al resto della popolazione mondiale.

### Guerra in Iraq
Dopo gli eventi di Soltanto un altro giorno, Flash lascia volontariamente il suo ruolo da insegnante per tornare nell'esercito a combattere nella guerra in Iraq, sempre spinto dal patriottismo e ispirato dall'eroismo di Spider-Man. Continua ad essere un ottimo amico di Peter.
Durante una missione, il plotone di Flash cade in un'imboscata e Thompson subisce gravi ferite alle gambe; nonostante ciò, ritenendo che sarebbe quello che farebbe Spider-Man, si mette ulteriormente in pericolo per salvare il suo superiore, danneggiandosi ulteriormente le gambe che devono essere amputate sotto il ginocchio. Per il suo sacrificio, Flash ottiene la Medaglia d'Onore e fa ritorno a New York, dove si riunisce con i suoi amici e spiega a Peter come Spider-Man gli sia stato d'ispirazione in Iraq. Harry affitta un appartamento solo per lui e Flash, successivamente, gareggia a un evento sportivo per disabili, arrivando al primo posto.
In seguito, Flash accetta un'offerta di lavoro all'ufficio per affari dei veterani del sindaco Jameson e partecipa al matrimonio di May Parker. In un'occasione il Camaleonte, camuffato da Peter, prende in giro Flash per provocarlo. Nonostante il dolore per la sua condizione porti spesso Flash a fare ricorso a rischiose procedure sperimentali nel tentativo di riottenere le gambe, sembra venire a patti con la sua condizione grazie agli amici e a Sha Shan, ora sua allenatrice di riabilitazione.

### Venom
A dispetto di quanto mostrato in precedenza, Flash, pur di riottenere le gambe, accetta la pericolosa offerta di legarsi al simbionte Venom, in grado di rimpiazzare la biomassa perduta. Inizia a lavorare come eroe per l'esercito sotto nome dell'Agente Venom, imbattendosi in molti supercattivi.
Affinché Venom non possa ottenere il controllo completo su di lui, Flash non può rimanere legato al simbionte per più di 48 ore consecutive; in un'occasione, non rispettando tale regola, Flash viene indotto alla follia da Venom e massacra brutalmente un gruppo di agenti nemici, mentre in un'altra colpisce Jack O'Lantern. Durante una missione nella Terra Selvaggia, Flash viene perseguitato da Kraven il Cacciatore, che lo scambia per Spider-Man.
L'Agente Venom viene inviato a catturare il Re Ragno, che si scopre essere Steve Rogers ridotto in schiavitù, quindi indaga per rintracciare il colpevole. Successivamente gli viene ordinato di uccidere l'Anti-Venom, dal momento che sta curando le persone che hanno acquisito i poteri di ragno, salvo poi ricevere il comando di portarlo da Reed Richards per sviluppare una cura: ciò genera un conflitto tra Flash e il simbionte Venom, dal momento che Flash vorrebbe portare Anti-Venom a Richards mentre Venom ucciderlo come vendetta. Alla fine, Anti-Venom viene consegnato a Richards. Venom si allea successivamente con Red Hulk, X-23, Ghost Rider e Johnny Blaze per combattere Cuore Nero.
In seguito, Flash si unisce ai Vendicatori Segreti. Cerca di assassinare il terzo Signore del Crimine per aver minacciato la sua famiglia, ma Eddie Brock lo ferma e Signore del Crimine ordina ai Savage Six di attaccare Flash e la sua fidanzata Betty Brant; mentre la protegge, Flash le rivela la sua identità. Viene poi assunto da Thunderbolt Ross per essere un membro dei Thunderbolts.
Flash si trasferisce a Filadelfia dopo aver combattuto lì gli U-Foes; prende come allieva una vicina adolescente, Andrea Benton, che diventa l'antieroe Mania dopo essersi legata a un duplicato del simbionte. Torna a New York nello scoprire il ritorno del Signore del Crimine, attaccandolo fino all'arrivo del Superior Spider-Man (il Dottor Octopus nel corpo di Spider-Man); scopre così che il nuovo Signore del Crimine è solo un teppistello che ha ottenuto la maschera da Hobgoblin e si costituisce. Superior Spider-Man intende attaccare Flash per distruggerlo, quindi Flash è costretto a scappare e a chiedere aiuto a Peter, che lo libera dalla dipendenza da simbionte offrendogli delle gambe protesiche. Il simbionte si lega a Superior Spider-Man, trasformandolo nel Superior Venom. Quest'ultimo tiene testa ai Vendicatori finché Flash, indossante l'armatura di Iron Man, lo sconfigge e riprende il simbionte.
Quando Peter Parker torna nei panni di Spider-Man, si indigna nei confronti dei Vendicatori perché non gli hanno detto che ora è Flash a essere Venom. In seguito, i Vendicatori mandano Venom a diventare un membro dei Guardiani della Galassia per mantenere un collegamento con la squadra, ma Venom inizia a considerare tutti dei nemici a causa di qualche interferenza. Quando i Guardiani vengono catturati Flash, preoccupato, decide di provare a tornare sulla Terra, uccidendo chiunque si rifiuti di aiutarlo. Gamora li trova ma i due la attaccano e, sebbene Star-Lord riesca a sottomettere il simbionte, Flash cade in coma. Il simbionte porta la nave dei Guardiani sul suo pianeta di origine, in quanto Flash rappresenta il perfetto salvatore desiderato dai simbionti; ciò permette a Flash di guarire e sfruttare tutto il suo potenziale da simbionte e diventa il nuovo ambasciatore intergalattico della Terra e un agente del cosmo.
Durante la seconda guerra civile dei Vendicatori, Flash viene richiamato sulla Terra con i Guardiani ed entrano in conflitto con il nuovo Spider-Man (Miles Morales), che sottomettono facilmente. Andrea diventa più spietata nelle sue azioni, al punto da uccidere tutti quelli che incontra; Venom riesce a separare il simbionte da Mania e lo assorbe, sebbene Andrea venga corrotta da un sigillo demoniaco. Flash decide di rimanere sulla Terra per prendersi cura della ragazza finché non troverà un modo per rimuovere il sigillo.
Successivamente, Venom si separa da Flash durante uno scontro con un agente dell'FBI e trova un nuovo ospite in Lee Price.

### Agente Anti-Venom e la morte
Mania viene rapita da Lee Price, che intende riprendere il simbionte Venom, e la separa con la forza dal suo simbionte per assorbirlo. Brock fatica a controllare il simbionte, sempre più violento, mentre Flash va alla sua ricerca per riprendere il simbionte. Spider-Man raduna i tre ospiti per sbarazzarsi una volta per tutte di Venom, mentre sia Brock che Flash tentano di convincere il simbionte a legarsi a loro. L'eroe rovescia loro addosso del siero anti-Venom, generando inavvertitamente un nuovo Anti-Venom, ovvero Flash. Price viene sconfitto e Flash affida il simbionte Venom a Eddie, tornando ad essere un eroe come Agente Anti-Venom.
Successivamente, Osborn fa ritorno legato a Carnage come Red Goblin per attaccare New York e Anti-Venom è tra gli eroi che intervengono per fermarlo. Flash usa il suo potere per curare tutti gli amici e la famiglia di Peter, che sono stati infettati da Carnage, scoprendo nel mentre l'identità segreta di Spider-Man. Norman ferisce gravemente Flash, che non può guarire avendo già usato i suoi poteri per salvare i cari di Parker; Peter si offre di curarlo con il simbionte Venom, ma Flash rifiuta, temendo che possa morire con lui, e riconoscendo che l'amico ne ha bisogno per sopraffare Osborn. Flash muore tra le braccia di Peter e riceve un funerale con tutti gli onori.
In seguito, il Creatore ottiene un pezzo del simbionte risalente ai tempi in cui Flash operava come Agente Venom, contenente una copia della coscienza di Thompson, che viene consumata poco dopo.

### Re in Nero
Successivamente si scopre che Flash è sopravvissuto nella mente alveare del simbionte. Si unisce all'esercito di Rex Strickland, composto da ex ospiti simbionti, accogliendo Eddie al suo arrivo. Si offre volontario per liberare i simbionti imprigionati, reincarnandosi nel mondo dei vivi.

## Poteri e abilità
Grazie al simbionte alieno Flash possiede gli stessi poteri di Spider-Man, ma di gran lunga superiori: possiede infatti una forza sovrumana che gli permette di sollevare fino a 40 tonnellate senza sforzo e può aumentare la sua forza a un margine illimitato, riuscendo ad affrontare qualunque avversario.
Esattamente come Peter può arrampicarsi sui muri e lanciare ragnatele organiche dal costume. Il simbionte gli dona anche un eccellente fattore rigenerante riuscendo a guarire in pochissimo tempo ferite anche mortali. Come gli altri Venom anche Flash può creare tentacoli dal simbionte e sembra inoltre che possieda una specie di "senso di ragno", simile a quello di Spiderman, che lo avverte dei pericoli.
Il simbionte lo rende immune a qualsiasi veleno, malattia, droga e composto chimico esistente mentre grazie al suo passato da militare è molto abile nel corpo a corpo, nelle arti marziali e nell'uso di armi bianche, da fuoco, da lancio, esplosivi e nella strategia: infatti in un'occasione riesce a cavarsela anche dopo essere stato colpito da ultra-suoni e dal fuoco.
Grazie ai suoi riflessi eccezionali è in grado di schivare proiettili anche da distanza ravvicinata e di afferrare frecce e coltelli lanciati verso di lui anche fuori dal suo campo visivo. Flash, sempre grazie all'addestramento ricevuto sotto le armi, riesce a lanciare un oggetto qualsiasi riuscendo a colpire in pieno il bersaglio anche senza guardare.
Grazie al costume può assumere l'aspetto di chiunque e diventare liquido, ma come tutti i simbionti risulta vulnerabile ai suoni e alle alte temperature. Quando Flash perde il controllo del simbionte diventa enorme, identico al Venom originale e la sua forza aumenta ulteriormente, diventando aggressivo e rendendolo pericoloso e temibile per qualunque avversario.

## Altre versioni

### Amalgam Comics
In questo universo, Flash è un membro della New York Special Crimes Unit. È molto diffidente nei confronti di Spider-Boy, credendo che sia in combutta con i criminali che combatte.

### Heroes Reborn
In questa versione, i membri dello Squadrone Supremo sono gli eroi più potenti della Terra mentre i Vendicatori non sono mai esistiti. Flash spinge Peter via dalla traiettoria del ragno radioattivo prima che lo morda, impedendogli senza sapere di diventare Spider-Man. Dopo aver frequentato la Capitol University, si candida per un seggio alla Camera dei rappresentanti degli Stati Uniti, perdendo contro Kyle Richmond. Mentre studia all'università, diventa ossessionato da Gwen Stacy, arrivando a perdere la testa: uccide Miles Warren, che stalkerava la ragazza, e prende il suo posto come Sciacallo. Dopo aver dedotto che Gwen è la vigilante Nightbird, inizia a uccidere le persone a lei collegate finché Stacy non lo sconfigge e fa rinchiudere al Ravencroft Asylum, dove cerca di rivelare che Gwen è Nightbird senza essere creduto.

### House of M
Nel mondo in cui i mutanti sono la razza dominante sulla Terra, Flash è il commentatore di un programma in cui gli umani ingaggiano violenti scontri fisici per intrattenere i mutanti.

### MC2
In questa continuità (il futuro alternativo di Spider-Girl), Flash allena la squadra di basket femminile nel suo vecchio liceo e ha divorziato con Felicia Hardy dopo aver avuto due figli con lei. Non sa che Peter Parker e sua figlia ricoprono rispettivamente i ruoli di Spider-Man e Spider-Girl, al contrario di Felicia, che ha assunto brevemente l'identità di Scarlet Spider nel tentativo di collaborare con Spider-Girl.

### Spider-Man: La storia della mia vita
Tale arco narrativo segue una continuità alternativa in cui i personaggi di Spider-Man invecchiano naturalmente dal loro esordio nel 1962. Nel 1966, Flash si offre volontario come soldato per andare a combattere in Vietnam, spiegando al suo amico Peter di volerlo fare in quanto ritiene che sarebbe ciò che farebbe Spider-Man. Flash muore sul campo nel 1974, gettando profondo dolore sui suoi amici; in particolar modo, Mary Jane accusa Peter di non aver fatto nulla per impedire la sua morte e Peter stesso cade preda dei sensi di colpa chiedendosi se avrebbe potuto salvare Flash se avesse partecipato alla guerra.

### Spider-Man ama Mary Jane
Flash è il quarterback della star del football alla Midtown High e bullizza Peter. Frequenta Liz Allen, ma lei lo lascia al ballo di fine anno dopo che lui ha dichiarato davanti a tutta la scuola di amare Mary Jane.

### Ragnoverso
- Terra-51412: La controparte di Flash, Gene, ha una relazione con Sarah Jane (la Mary Jane di quell'universo) e bullizza Patton Parnell (il Peter Parker di quell'universo).[44]
- Terra-11: In questo universo, Flash ha una relazione amichevole con Penelope Parker anche prima che quest'ultima venga morsa e diventi Spider-Girl.[45]
- Appare come Capitan Spider, uno degli eroi ragneschi reclutati da Spider-UK[46] che viene ucciso da Morlun.[47]

### Spider-Island
Flash, come l'Agente Venom, è il protagonista di questa branca di Secret Wars. Dopo che la maggior parte degli eroi e dei cittadini sono stati trasformati in mostri ragno dalla Regina Ragno, ispirato dal sacrificio di Spider-Man, guida la resistenza (composta da Licantropus, Jessica Drew e Visione) per fermare la Regina. Per liberare alcuni eroi dal controllo della creatura, inietta loro delle formule chimiche per trasformarli ulteriormente (ad esempio con le formule di Curt Connors e di Morbius) e in questo modo riporta dalla sua parte dei mutati Capitan America, Capitan Marvel, Hulk e Iron Man. Chiedono a Stegron di aiutarli e scoprono così che Spider-Man è vivo, mentre Flash apprende della sua vera identità di Peter Parker. Dopo averli salvati, Flash guida con successo la ribellione, sacrificandosi nella battaglia; la sua memoria viene onorata da Peter, che diventa il nuovo leader.

### Marvel Adventures
In questa versione, Jack Russel vive nei Queen, a New York; Jack trasforma Flash in un licantropo mentre è fuori controllo e questo pone Licantropus in conflitto con Spider-Man; il Dottor Strange, conoscitore della licantropia rumena, riesce a salvare Flash.

### Venomverse
Una versione dell'Agente Venom fa parte dell'esercito di Venom riunito da un Dottor Strange Venomizzato per combattere i Veleni. Cerca di calmare sia Eddie (dall'universo principale) che Spider-Man (da un universo in cui non si è sbarazzato del simbionte), ma vengono attaccati dai veleni e lui stesso viene ucciso da un Hulk avvelenato.

### Ultimate Marvel
Frederick "Fred" Thompson è un popolare atleta liceale che spesso fa il prepotente con Peter insieme all'amico Kenny McFarlane. A differenza delle altre versioni, non idolatra Spider-Man (come invece fa il suo amico Kenny); quando Peter acquisisce i suoi poteri, Flash, inconsapevole di ciò, lo sfida a combattere, ma Peter riesce a bloccargli un pugno e gli rompe la mano. In seguito Peter si unisce alla squadra di basket e Flash cambia atteggiamento con lui a causa della lealtà che prova verso i suoi compagni di squadra. In diverse occasioni, Flash cerca di parlare in privato con Peter ma quest'ultimo lo respinge credendo che voglia prenderlo nuovamente in giro; dopo la morte di Gwen Stacy, si scopre che Flash era innamorato di lei e voleva chiedere a Peter aiuto per approcciarla. Ciò nonostante, Parker non lo compatisce, ritenendo che, dato che nessuno lo ha educato durante la crescita, Flash da adulto diventerà arrogante ed egoista. Durante la caccia a Spider-Man di Silver Sable e di altri criminali, Flash viene rapito essendo stato scambiato per l'eroe; i criminali progettano di ucciderlo una volta scoperto l'errore, ma lui riesce a scappare. L'accaduto regala a Flash ulteriore popolarità a scuola soprattutto dopo che viene girato un film televisivo sulla sua esperienza. Dopo l'apparente morte di Peter come Spider-Man, Flash si rende conto di essere l'unico a non sapere che i due sono la stessa persona e inizia a idolatrarlo quando la sua vera identità viene svelata al mondo intero.

### What if?
- E se il ragno radioattivo avesse morso qualcun altro?: Flash è uno dei tre personaggi morsi dal ragno radioattivo, insieme a Betty Leeds e John Jameson. Sottovalutando la sua nuova forza fisica, Flash uccide inavvertitamente un lottatore durante uno scontro sul ring, evento che lo spinge a iniziare a combattere il crimine sotto il nome di Capitan Spider. Muore combattendo l'Avvoltoio, il quale lo fa precipitare da una grande altezza senza che lui possa salvarsi, non avendo alcun spara-ragnatele; la sua morte viene assistita solo da Peter Parker.
- E se Peter Parker dovesse distruggere Spider-Man?: Viene rappresentata una svolta più oscura nella storia di Capitan Spider: in questa versione, Flash mantiene il suo atteggiamento aggressivo ed egoista che aveva nei primi numeri. Viene morso dal ragno sotto la testimonianza di Peter, che diventa il suo confidente. Flash lo costringe a costruire per lui un costume e delle armi e Peter, preoccupato per la sicurezza delle persone innocenti dopo che Mary Jane è stata uccisa in un furto con scasso fallito, gli fabbrica uno spara-ragnatele; Flash però usa i suoi nuovi poteri e gadget per diventare il supercriminale Ragno. Ispirato da un discorso incoraggiante dei suoi zii May e Ben, Peter usa il suo genio scientifico per creare un esoscheletro robotico (simile ai tentacoli del Dottor Octopus, in questa versione salvatosi dall'incidente che lo ha reso un supercriminale) e combattere Flash. Successivamente, Mister Fantastic rimuove i poteri di Flash, cosa possibile in quanto il suo DNA non è ancora stato mutato permanentemente, e si complimenta con Peter per il lavoro svolto.
- E se J. Jonah Jameson adottasse Spider-Man?: Jameson adotta Peter dopo che il Camaleonte ha causato la morte di May Parker e di John Jameson. Flash viene assunto da Jameson come guardia del corpo di Peter, minimizzando l'ostilità che c'è tra loro. Flash ottiene il siero dello Scorpione e se lo inietta sperando di proteggere Spider-Man e di diventare un eroe, ma impazzisce a causa della sostanza e cerca di uccidere Peter rifiutandosi di credere che sia Spider-Man, finché non viene curato da Jameson.
- E se Flash Thompson diventasse Spider-Man?: Dopo aver acquisito i poteri di Spider-Man e aver intrapreso una breve carriera nel wrestling, ferma il ladro che avrebbe ucciso Ben Parker e riceve le lodi di Jameson, il quale ha perso il figlio nell'incidente nel quale lo Spider-Man di Peter Parker lo salva nel canone ufficiale. Flash lascia la scuola per dedicarsi a tempo pieno al ruolo di Spider-Man, vivendo in un parcheggio per roulotte senza fonti di sostentamento. Peter diventa ugualmente il fotografo di Spider-Man attraverso metodi più convenzionali; quando scopre che May è gravemente malata e necessita di un raro farmaco per guarire, Peter va a chiedere aiuto a Flash, venendo accidentalmente ucciso da quest'ultimo durante una discussione accesa. Affranto da quanto accaduto, Flash affronta il Dotto Octopus per ottenere la medicina di May, dopodiché si consegna alle autorità per l'uccisione di Peter.

## Altri media

### Cinema
- Flash compare nel film Spider-Man (2002) come fidanzato di Mary Jane Watson, interpretato da Joe Manganiello. Assente nel secondo film del 2004, compare in un breve cameo nel finale del film Spider-Man 3 (2007), dov'è presente al funerale di Harry Osborn. Anche in questa versione Flash è un bullo che adora tormentare Peter, che con l'acquisto dei poteri si prenderà una rivincita.
- Nel film The Amazing Spider-Man (2012) è interpretato da Chris Zylka. Qui è il capitano della squadra di basket e si diverte a prendere in giro Peter. All'inizio del film lo picchia davanti a tutti, ma poi Peter lo umilia pesantemente a basket e lo sbatte contro un armadietto nel corridoio. Flash comincia a simpatizzare per Peter dopo la morte dello zio Ben e verso la fine del film sembrano essere diventati amici dopo averlo abbracciato dietro alle spalle. Anche in questa versione Flash è un fan di Spider-Man.
- Flash appare nei film del Marvel Cinematic Universe Spider-Man: Homecoming (2017), Spider-Man: Far from Home (2019) e Spider-Man: No Way Home (2021), interpretato da Tony Revolori.[50] Qui la versione del personaggio non è rappresentata come il classico bullo atletico dei fumetti, poiché "al giorno d'oggi i bulli non sono solo degli sportivi. Sono ragazzi ricchi con delle belle macchine e dei bei vestiti. Flash è un bullo snob".[51]

### Televisione
Flash è comparso in quasi tutte le serie animate di Spider-Man, tra cui L'Uomo Ragno e i suoi fantastici amici, Spider-Man - L'Uomo Ragno, The Spectacular Spider-Man, Ultimate Spider-Man e Spider-Man. In Spider-Man Flash è molto fedele alla versione originale del personaggio, tranne per il fatto che avvia una relazione con Debra Whitman. In The Spectacular Spider-Man appare inizialmente come il bullo della scuola e l'antipatico fidanzato di Liz Allan ma nonostante ciò aiuta Peter per ben due volte, prima quando è vittima del simbionte, poi quando Venom rivela la sua identità pubblicamente. Flash, dopo essersi lasciato con Liz, si fidanza con Sha-Shan Nguyen. Compare anche in Ultimate Spider-Man, in cui è rappresentato come un bulletto che prende in giro Peter e in seguito anche Alex O'Hirn (il futuro Rhino) ma che è anche un codardo, infatti teme Taskmaster e ancor di più Alex dopo che questi si trasforma in Rhino; anche in questa versione rimane il fan più fedele di Spider-Man e in seguito lo si vedrà come Agente Venom.

### Videogiochi
Flash Thompson compare in Spider-Man.
Compare come Agente Venom in:
- Super Hero Squad Online
- Marvel: Avengers Alliance
- Marvel Heroes
- Marvel Puzzle Quest
- Spider-Man Unlimited
- Marvel: Sfida dei Campioni
- Marvel Future Fight
- Marvel Mighy Heroes
- Marvel Avengers Academy
- LEGO Marvel Super Heroes 2
- Marvel Strike Force
- Marvel Rivals (come skin di Venom)